# Zyfia gęsiogłowa
Zyfia gęsiogłowa, wal Cuviera (Ziphius cavirostris) – gatunek ssaka morskiego z rodziny zyfiowatych (Ziphiidae).

## Taksonomia
Rodzaj i gatunek po raz pierwszy zgodnie z zasadami nazewnictwa binominalnego opisał w 1823 roku francuski przyrodnik Georges Cuvier nadając im odpowiednio nazwy Ziphius i Ziphius cavirostris. Holotyp pochodził z obszaru między Fos a ujściem rzeki Galégeon, w departamencie Delta Rodanu, we Francji. Na okaz typowy składała się skamieniała czaszka z Muzeum Historii Naturalnej w Paryżu i zebrana w 1804 roku przez Raymonda Gorsse’a. Jedyny przedstawiciel rodzaju zyfia (Ziphius). 
Obecnie nie rozpoznaje się żadnych podgatunków, ale dalsze badania mogą ujawnić różnice genetyczne między populacjami w różnych obszarach oceanicznych. Autorzy Illustrated Checklist of the Mammals of the World uznają ten gatunek za monotypowy. 

### Etymologia
- Ziphius: gr. ξιφιος ksiphios „miecznik”[51][52].
- Diodon: gr. δι- di- „podwójny”, od δις dis „dwukrotny”, od δυο duo „dwa”; οδων odōn, οδοντος odontos „ząb”[53].
- Hypodon: gr. ὑπο hupo „pod”; οδους odous, οδοντος odontos „ząb”[54].
- Aliama: gr. ἁλιος halios „należący do morza”, od ἁλς hals, ἁλος halos „morze”[55].
- Petrorhynchus: gr. πετρα petra „skała”; ῥυγχος rhunkhos „pysk, dziób”[56].
- Ziphiorrhynchus: rodzaj Ziphius G. Cuvier, 1823; ῥυγχος rhunkhos „pysk, dziób”[51].
- Mesoodon: gr. μεσος mesos „środkowy, pośredni”; οδους odous, οδοντος odontos „ząb”[57].
- cavirostris: łac. cavus, cavi „dziurawy, wydrążony”; -rostris „-dzioby”, od rostrum „dziób”[52].

## Zasięg występowania
Zyfia gęsiogłowa występuje we wszystkich ciepłych wodach od umiarkowanych do tropikalnych na świecie i być może w chłodniejszych wodach północnego Oceanu Spokojnego i Oceanu Południowego; jako jedyny gatunek z rodziny zyfiowatych powszechnie występujące w Morzu Śródziemnym.
Zyfia gesiogłowa wydaje się być pierwotnie tropikalnym organizmem wnioskując po jej występowaniu, jednakże przenosi się na północ do umiarkowanych wód w okresie letnim. Istnieją również zapisy z dalekich północnych Wysp Aleuckich i Zatoki Alaski o jej występowaniu w tych rejonach. Zyfia gęsiogłowa jest szeroko rozpowszechniona, z wyjątkiem regionów polarnych. Rejon występowania obejmuje wody wokół Ameryki Północnej na Atlantyku od Massachusetts do Karaibów w Zatoce Meksykańskiej. Na Pacyfiku występuje od południowej części Morza Beringa do równika. Są obserwowane wokół małych wysp oceanicznych, gdzie głębokie wody są blisko brzegu, jednak zyfie gęsiogłowe spotyka się przede wszystkim na pełnym morzu. Najczęściej przebywają w wodach głębszych niż 1000 m.

## Charakterystyka ogólna

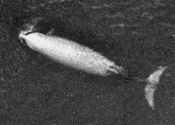

Rodzina Hyperoodontidae – wale dziobogłowe były liczne w miocenie i pliocenie. Samice osiągają dojrzałość płciową u głowy z długość ciała ok. 6,1 metra, a następnie rosną do maksymalnie 7 metrów. Otwarcie ust jest stosunkowo niewielkie. Dziób jest krótki i wtapia się w pochyłe czoło. Samce mają jedną parę funkcjonalnych zębów, które wystają z końcówki żuchwy. Samice są bezzębne. Rzędy małych szczątkowych zębów zwykle występują w obu szczękach.
Zyfia to duży i silny waleń. Ubarwienie skóry ma ciemnobrązowe, płowobrązowe lub łupkowoszare. Stronę brzuszną jaśniejszą. Na skórze ma liczne jasne plamki.
Samce są często pokryte jasnymi zadrapaniami. Głowa jest mała i często bardzo jasna, u dorosłych samców biała. Występuje wyraźny dziób z wąskim pyskiem. U samic zęby pozostają całkowicie ukryte w dziąsłach, natomiast u samców są wydłużone (dorastają do 8 cm) i wystają ze szczęki podobnie jak u dzików. Wyraźne przewężenie w okolicy szyjnej. Płetwa grzbietowa przesunięta daleko do tyłu. Choć są podobne do wielu innych gatunków wielorybów, można rozpoznać je po ich kształcie, krótkim dziobie i wyjątkowym ubarwieniu. Kolor korpusu jest ciemnoszary/czarny przechodzący do jasnobrązowego, podczas gdy głowa jest zasadniczo bledsza, prawie biała/kremowo biała. Poszczególne zwierzęta tego gatunku mogą różnić się od siebie ubarwieniem. Starsze samce mają tendencję do rozjaśniania koloru i stają się bardziej białawe z wiekiem, a niektóre zwierzęta mogą być widoczne z jasnym pomarańczowym połyskiem na skórze, co jest spowodowane okrzemkami. Zwykle wokół oka jest ciemniejsza plama. Gdy zwierzęta dojrzewają, zwiększa się zakres tej bladej pigmentacji.
Wszystkie zwierzęta mają zakrzywiony pysk, dając wygląd "uśmiechu".
Płetwy są małe i zaokrąglone. Mała płetwa grzbietowa znajduje się dwie trzecie odległości od głowy i przylega do ciała. Podobnie jak w przypadku innych wielorybów z dziobem, nie ma żadnego nacięcia.

### Wymiary
Długość ciała 600–700 cm; masa ciała 2500–3500 kg. Średnia długość 6,4 m (samice zazwyczaj są nieco większe i mogą osiągać długość do 7 m), przy średniej masie 3 ton.
Samice osiągają dojrzałość płciową przy 580 cm długości swojego ciała, natomiast samce przy 550 cm. Często cytowany raport o długości 8,5 metra jest błędny. Długość płetwy piersiowej wynosi około 50 cm, wysokość płetwy grzbietowej o trójkątnym kształcie osiąga około 40 cm. Dorosły samiec o długości 5,7 metra waży 2,45 t (2450 kg).

## Tryb życia
Gatunek ten porusza się w grupach złożonych z 20-40 osobników, przy czym podczas polowania i jedzenia obowiązuje pewna hierarchia. Stare samce mogą żyć pojedynczo. Mocne wydłużone szczęki i zredukowane uzębienie (ma tylko jedną parę zębów), wskazują na sposób odżywiania. Wale te żywią się przede wszystkim kałamarnicami, rzadziej polują na ryby głębinowe. Są bardzo silnymi pływakami. Często niespodziewanie wynurzają się na powierzchnię i po krótkim odpoczynku równie szybko znikają. Związane jest to z ich bardzo głębokim i długim nurkowaniem. W marcu 2014 roku grupa badaczy z Cascadia Research Collective, prowadzona przez Gregory'ego Schorra, po sprawdzeniu zapisów 3732 godzin nurkowań tych zwierząt odkryła, że jeden z osobników zanurkował na głębokość 2,99 km (2992 m), inny zaś pozostawał pod powierzchnią wody przez 2 godziny 17 minut 30 sekund. To dwa nowe rekordy świata dla ssaków. Wcześniej rekordy te należały do słoni morskich.
Zwykle zyfia gęsiogłowa występuje na morzu i często nurkuje na duże głębokości (unikając statków) pozostając pod wodą przez 30 minut lub dłużej, gdzie poluje i żywi się kalmarami, niektórymi rybami i skorupiakami. Przed nurkowaniem podnosi grzbiet ogonka prosto nad powierzchnię. Zaobserwowano, że wyskakuje z wody. Podczas skoków wale wynurzają się całkowicie z wody. Zanotowane zostały istniejące grupy ok. 40 osobników, ale szkółki zwykle zawierają mniej niż połowę tej liczby. Zwierzęta te często podróżują nurkując i żyją razem w dość ścisłej korelacji. Obecność dobrze rozwiniętego ucha wewnętrznego sugeruje, że ziphiidy są echolokatorami. Podróżują w grupach zazwyczaj złożonych z dwóch osobników lub samotnie. Niewiele wiadomo na temat społecznych zachowań zwierzęcia. Samce podczas walk godowych mogą używać jako broni wystających zębów, gdyż ich skóra pokryta jest nacięciami.

### Rozród
Ciąża u wali Cuviera trwa około 12 miesięcy. Po tym okresie na świat przychodzi jedno młode o długości 2-3 m i masie urodzeniowej wynoszącej 270 kg. Zauważono, że porody występują w lecie lub wczesną jesienią.

### Długość życia
Gatunek ten może dożywać 36 lat.

## Status zagrożenia i wielkość populacji
W Czerwonej księdze gatunków zagrożonych Międzynarodowej Unii Ochrony Przyrody i Jej Zasobów został zaliczony do kategorii LC (ang. least concern „najmniejszej troski”).
Gatunek ten jest trudny do obserwacji i badania, dlatego trudno stwierdzić jego liczebność. Stan populacji ocenia się na około 100 tys. osobników.
Na wale Cuviera polują rekiny i orki. W przeszłości bywały także poławiane przez japońskich wielorybników.

## Znaczenie dla gospodarki
Zyfia gęsiogłowa należy do najczęstszych i najliczniejszych ze wszystkich wielorybów, nie ma jednak informacji na temat tendencji w globalnej obfitości tego gatunku. Prawdopodobnie jak w przypadku innych wielorybów dziobowych, zagrożenia, które mogą powodować powszechne spadki ich liczebności, obejmują wysoki poziom dźwięku antropogenicznego, w szczególności sonaru wojskowego i badań sejsmicznych oraz przyłowów. Uważa się, że określone częstotliwości używane w sonarze wojskowym do wykrywania okrętów podwodnych mogą wywoływać panikę, powodując ich zbyt szybki powrót na powierzchnię, co powoduje stan podobny do zawrotów głowy. W ostatnich latach wątki grupowe zostały dokładnie zbadane pod kątem przyczyny śmierci, a marynarki wojenne zostały silnie powiązane z tym precedensem. Przynęta z Ziphius cavirostris została odnotowana tylko w kilku łowiskach. Handel i połów walenia jest niewielki.

### Znaczenie w ochronie środowiska
Ziphius cavirostris to jedyny gatunek wielorybów z dziobem. Gatunek został wpisany do Appendix II – CITES (gatunki, które niekoniecznie są zagrożone wyginięciem, ale mogą się nimi stać), oraz ONZ uwzględniło Ziphius cavirostris w konwencji o ochronie środowiska morskiego i regionu przybrzeżnego Morza Śródziemnego w 2009 r. Natomiast w 2004 r. strony porozumienia CMS-owego UNEP w sprawie ochrony waleni na Morzu Czarnym, Morzu Śródziemnym i przyległym obszarze atlantyckim przyjęły rezolucję zalecającą, aby w umowie uniknąć działalności człowieka- wprowadzającej hałas o wysokiej intensywności w środowisku morskim obszarze, na którym mogą występować wysokie stężenia wielorybów Cuviera. Komitet naukowy porozumienia modeluje obecnie dane z obserwacji śródziemnomorskich w celu wygenerowania predykcyjnych map siedliskowych Ziphius.

### Aktualne kierunki badań naukowych
Badania nad Ziphius cavirostris dotyczą poszerzenia wiedzy na temat jego rozmieszczenia i występowania na Morzu Śródziemnym, na którym powszechnie występuje. Wielkość populacji została oszacowana dla mórz Alborán i Ligurii. Badania potwierdziły preferencje gatunkowe dla zbocza kontynentalnego i jego szczególne powiązanie z kanionami podmorskimi, jak stwierdzono również w innych częściach świata. Przeprowadzane też były badania na Morzu Tyrreńskim, których celem było porównanie obecności, rozmieszczenia i użytkowania siedlisk dzikiego wieloryba Cuvier w dwóch okresach(1990–1992 i 2007–2011). Wyniki podkreślają długoterminową wierność miejsca dzikiego Zyfi gesiogłowej w Centralnym Morzu Tyrreńskim. Ponadto podkreślają znaczenie regionu morskiego Centralnego Morza Tyrreńskiego oraz zdolność ciągłego monitorowania w celu identyfikacji zmian w częstotliwości i rozmieszczeniu waleni, niezbędnych do adaptacyjnego podejścia do zarządzania ochroną.
Równie ważnym zagadnieniem dla badaczy było poznanie diety Ziphius cavirostris z Północnego Pacyfiku i porównanie jej z dietą tego gatunku na całym świecie. Znajomość składu diety może być wykorzystana do zrozumienia, w jaki sposób wieloryby wykorzystują swoje siedliska, a także może pomóc w określeniu lokalizacji ważnych obszarów żerowania.
Dodatkowo przeprowadzano badania, które dowiodły powiązanie w obecności dzioba z podwodnymi kanionami i kontynentalnym zboczem w rejonie Kanionu Genui oraz zbadano środowiska charakterystyczne tych wielorybów w rejonie kanionu Genui korelującego obecnością wielorybów w zmienne oceanograficzne.